# 渡名喜元完
渡名喜元完（日语： Gengan Tonaki，1884年10月30日—1997年1月24日），曾經是日本的史上最年長者男性，他住在沖繩縣，在岡義平過世後，成為在世最年長日本人男性。

## 生平
渡名喜元完生於沖繩縣佐敷町，21歲時移居美國夏威夷，在糖廠工作。
1991年9月28日，岡義平去世，渡名喜以106岁333天之齡成為日本最年長男性。1995年10月7日，以110岁341天之齡超越鶴英壽成為日本史上最年長男性。最初，泉重千代被認定為日本最年長男性紀錄的保持者；但由於泉重千代的出生時間存在爭議而被除名，渡名喜元完便成為了當時日本最年長紀錄的保持者的其中一個。
1995年12月29日，渡名喜成為最後一位生於1884年的男人。1997年1月24日，渡名喜元完因自然衰老逝世，终年112岁86天。由接替石崎傳藏成為日本在世最年長男性
。